# Maximacentrale
De Maximacentrale (voorheen Flevocentrale) is een elektriciteitscentrale gebouwd op een eiland in het IJsselmeer bij Lelystad.

## Geschiedenis
De Flevocentrale was een van de oudste gebouwen van Lelystad. De bouw van het complex is begonnen in 1962. In 1968 ging de eerste twee eenheden in productie. Deze eenheden zijn in 1995 uit bedrijf genomen en in de loop van 2007 gesloopt. Hierbij verdwenen onder meer de beide 150 meter hoge schoorstenen. De derde eenheid is uiteindelijk ook uit bedrijf genomen en inmiddels gesloopt. De gasturbine-eenheid (Flevo-32) met een vermogen van 120 MW heeft nog enkele jaren doorgedraaid maar is inmiddels ook afgebroken. In 2008 is een begin gemaakt met het bouwrijp maken om de nieuwbouw voor te bereiden.

## Nieuwbouw

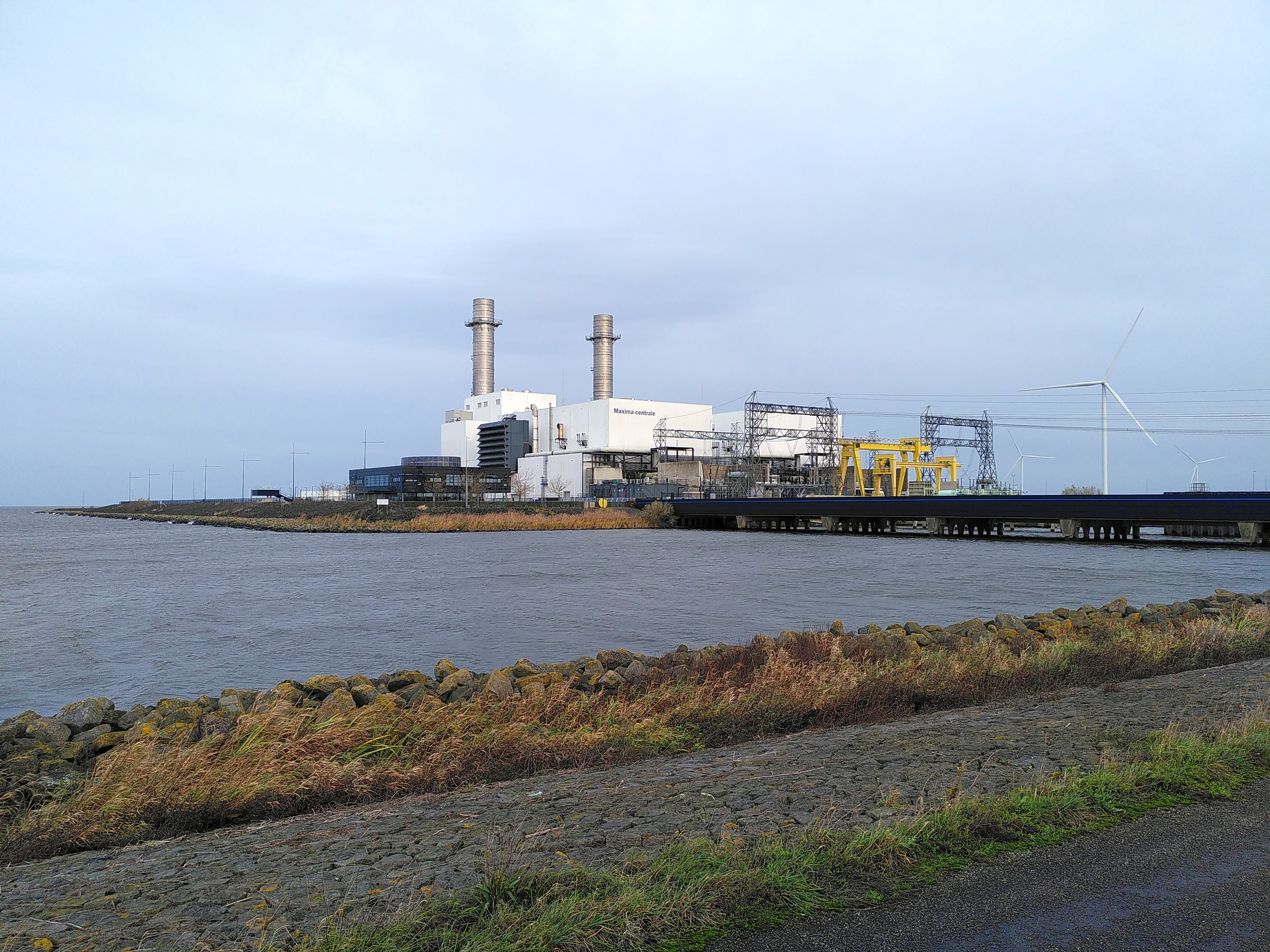
Een foto van de centrale uit 2024, waarop ook een windturbine van het naastgelegen Windpark Windplanblauw te zien is.

In 2008 is gestart met de bouw van twee nieuwe aardgasgestookte STEG-eenheden met een vermogen van elk 440 MW. Op 6 december 2010 is de nieuwe centrale officieel in gebruik genomen. Het rendement van de centrale zal 59% gaan bedragen, hetgeen zeer efficiënt is. De twee eenheden kunnen voldoende elektriciteit opwekken voor 1,6 miljoen huishoudens. De nieuwbouw heeft circa 500 miljoen euro gekost. De centrale heeft als nieuwe naam de Maxima-centrale gekregen.
Eind 2017 heeft Engie een van de twee eenheden van de centrale tijdelijk stil gezet omdat met de energieprijzen op dat moment de centrale niet rendabel was.
De eigenaar van deze centrale is Engie Nederland, een dochteronderneming van het Franse nutsbedrijf Engie.